# レナードの朝
『レナードの朝』（レナードのあさ、原題：Awakenings）は、医師・オリバー・サックス著作の医療ノンフィクション（1973年刊）。また、そのノンフィクションを基にした舞台作品、映画作品。

## 内容

L-ドーパ

マウント・カーメル病院に入院していた嗜眠性脳炎の20名に、1960年代に開発されたパーキンソン病向けの新薬L-ドーパを投与し、覚醒させたが、耐性により効果が薄れていった状況を記述している。
第1部 プロローグ
パーキンソン病、パーキンソン症候群、嗜眠性脳炎の説明。マウント・カーメル病院の環境やL-DOPAについて。
第2部 目覚め
個々の患者についての20の症例。
第3部 展望
サックスの考察。
付録
付録1 嗜眠性脳炎の歴史、付録2 奇蹟の薬、付録3 目覚めの脳波的基礎、付録4 L-DOPA以後、付録5 パーキンソン症候群の空間と時間、付録6 カオスと目覚め、付録7 《レナードの朝》の演劇と映画

## 舞台化
1982年、イギリスでハロルド・ピンターが、本書を基にした戯曲『いわばアラスカ』を執筆した。

## 映画化
1990年、米国でペニー・マーシャル監督が内容を再構成したフィクションという形で映画化した。原題は『Awakenings』。日本での公開は1991年4月で、邦題は『レナードの朝』。
実話である原作では20名の患者全てに対する記述が行われているが、映画は原作に基づくフィクションであり、レナードに対する描写が主である。患者が示す症状は必ずしも科学的に正確でない。第63回アカデミー賞において作品賞、主演男優賞（ロバート・デ・ニーロ）、脚色賞の3部門でノミネートされたが受賞はならなかった。

### ストーリー
1969年、人付き合いが極端に苦手なマルコム・セイヤー医師が、ブロンクスの慢性神経病患者専門の病院に赴任して来る。そもそも研究が専門であり、臨床の経験の全くないセイヤーは、患者との接し方で苦労するが、本来の誠実な人柄で真摯に仕事に取り組む。そんなある日、患者たちに反射神経が残っていることに気付いたセイヤーは、ボールや音楽など様々なものを使った訓練により、患者たちの生気を取り戻すことに成功する。更なる回復を目指し、セイヤーはパーキンソン病の新薬を使うことを考える。まだ公式に認められていない薬ではあるが、最も重症のレナードに対して使うことを上司のカウフマン医師とレナードの唯一の家族である母親に認めてもらう。当初はなかなか成果が現れなかったが、ある夜、レナードは自力でベッドから起き上がり、セイヤーと言葉を交わす。30年ぶりに目覚め、機能を回復したレナードは、セイヤーとともに町に出る。30年ぶりに見る世界はレナードにとって全てが新鮮であり、レナードとセイヤーは患者と医師との関係を超えた友情を育む。
この成功を踏まえ、セイヤーの働きに共感した病院スタッフらの協力の下、他の患者たちにも同じ薬を使用することになる。すると期待通りに、全ての患者が機能を回復する。目覚めた患者たちは生きる幸せを噛み締める。
ある日、レナードは、父親の見舞いにやって来た若い女性ポーラと出会い、彼女に恋をする。そして病院から1人で外出したいと願い出るが、経過を慎重に観察したい医師団から反対される。これに怒ったレナードは暴れ出し、それをきっかけに病状が悪化し始めるとともに凶暴になって行く。子供の頃から大人しい性格だったレナードの変貌ぶりに、レナードの母はショックを受ける。
セイヤーの努力も虚しく、病状が悪くなる一方のレナードは、自分のような患者のために自分の姿を記録にとどめるようにセイヤーに頼む。そんなレナードの姿にセイヤーは自分の無力を強く感じる。そして遂に、レナードをはじめ、同じ薬を使った患者たちは全て元の状態に戻ってしまう。
自分のしたことに疑問を感じ、罪悪感すら抱くセイヤーを、常に彼を支えて来た看護師のエレノアは優しく慰める。そして、患者たちとの交流を通じて、生きていることの素晴らしさ、家族の大切さに気付かされたセイヤーは、これまで意識的に距離をとっていたエレノアとの距離を縮める。
セイヤーらは、その後も治療を続け、患者たちの状態が改善することもあったが、1969年の夏に起きたような目覚ましい回復が見られることはなかった。

### キャスト
| 役名                   | 俳優                                  | 日本語吹替 | 日本語吹替                                                                           | 日本語吹替 |
| 役名                   | 俳優                                  | 機内上映版 | ソフト版                                                                             | 日本テレビ版 |
| ---------------------- | ------------------------------------- | ---------- | ------------------------------------------------------------------------------------ | --- |
| レナード・ロウ         | ロバート・デ・ニーロ                  | 金内吉男   | 金内吉男                                                                             | 野沢那智 |
| マルコム・セイヤー医師 | ロビン・ウィリアムズ                  | 田中信夫   | 樋浦勉                                                                               | 角野卓造 |
| エレノア・コステロ     | ジュリー・カブナー                    | 竹口安芸子 | 北浜晴子                                                                             | 矢野陽子 |
| ロウ夫人               | ルース・ネルソン                      | 斉藤昌     | 中村紀子子                                                                           | 稲葉まつ子 |
| カウフマン医師         | ジョン・ハード                        | 嶋俊介     | 納谷六朗                                                                             | 金尾哲夫 |
| ポーラ                 | ペネロープ・アン・ミラー              | 林優子     | 井上喜久子                                                                           | 田中敦子 |
| ピーター・インガム医師 | マックス・フォン・シドー              | 丸山詠二   | 清川元夢                                                                             | 糸博 |
| ルーシー               | アリス・ドラモンド                    | 好村俊子   | 好村俊子                                                                             | |
| ローズ                 | ジュディス・マリナ                    | 秋元千賀子 | 秋元千賀子                                                                           | |
| フランク               | ジョージ・マーティン                  |            | 吉水慶                                                                               | |
| ミリアム               | アン・メイラ                          | 林裕美子   | 火野カチコ                                                                           | |
| シドニー               | リチャード・リバティーニ              | 村越伊知郎 | 北村弘一                                                                             | |
| ローランド             | デクスター・ゴードン                  |            |                                                                                      | |
| ジョゼフ               | ユセフ・ブロス                        | 加藤正之   |                                                                                      | |
| マーガレット           | メアリー・アリス                      | 有馬瑞香   |                                                                                      | |
| アンソニー             | キース・ダイアモンド                  | 梅津秀行   |                                                                                      | |
| サリバン医師           | ジョン・クリストファー・ジョーンズ    | 津田英三   |                                                                                      | |
| タイラー医師           | ブラッドリー・ウィットフォード        | 森利也     |                                                                                      | |
| 薬学士                 | ピーター・ストーメア                  |            |                                                                                      | 西村知道 |
| クリスティーナ         | クリスティーナ・ウェルテス            | 安田千永子 |                                                                                      | |
| 子供                   | アンソニー・J・ニチ                   | 鈴木祐子   |                                                                                      | |
| 病院の用務員           | ヴィン・ディーゼル （ノンクレジット） |            |                                                                                      | |
| その他                 | N/A                                   | N/A        | 藤城裕士 津田英三 小島敏彦 有馬瑞香 安田千永子 村越伊知郎 飯塚昭三 近藤玲子 江沢昌子 | 小野美幸 竹口安芸子 増岡弘 杉田郁子 さとうあい 近藤高子 定岡小百合 宮田光 林一夫 稲葉実 中村秀利 山野史人 斎藤志郎 滝雅也 西宏子 坂口哲夫 江川央生 高橋広司 大島一貴 二見一樹 藤間宇宙 |
| 日本語版制作スタッフ   |                                       |            |                                                                                      | |
| 演出                   | 演出                                  | 中野寛次   | 中野寛次                                                                             | 福永莞爾 |
| 翻訳                   | 翻訳                                  | 島伸三     | 森みさ                                                                               | 森みさ |
| 監修                   | 監修                                  |            | 松下竹次                                                                             | 松下竹次 |
| 調整                   | 調整                                  |            | 荒井孝                                                                               | 阿部佳代子 |
| 効果                   | 効果                                  |            | リレーション                                                                         | 倉橋静男 |
| 録音                   | 録音                                  |            |                                                                                      | オムニバス・ジャパン |
| 制作担当               | 制作担当                              |            |                                                                                      | 神部宗之 菊池由香 （東北新社） |
| プロデューサー         | プロデューサー                        |            | 吉岡美惠子 神部宗之                                                                  | 金井芳広 門屋大輔 （日本テレビ） |
| プロデューサー補       | プロデューサー補                      |            |                                                                                      | 小林三紀子 |
| 制作                   | 制作                                  | 東北新社   | 東北新社                                                                             | 東北新社 |
| 初回放送               | 初回放送                              |            |                                                                                      | 1996年1月26日 『金曜ロードショー』 |

※上記の他、堀勝之祐がロバート・デ・ニーロの声を担当したもの、冬馬由美がペネロープ・アン・ミラーの声を担当したものが存在する。
※2015年12月2日発売の「吹替洋画劇場」シリーズ「吹替洋画劇場『レナードの朝』デラックス エディション」Blu-rayには本編ディスクとは別に、日本テレビ版（約91分）の吹替を収録した特典ディスクが付属している。